# Stefano Rijssel
Stefano Rijssel est un footballeur international surinamien né le 26 mars 1992. Il évolue au poste d'attaquant au SV Robinhood de la SVB Hoofdklasse.

## Biographie

### Carrière en club
Rijssel commence sa carrière dans le championnat semi-professionnel surinamien avec le SV Leo Victor. Il réalise alors un essai de deux semaines avec le club belge du Germinal Beerschot. L'essai s'avérant non concluant, il est finalement recruté par le champion du Suriname en titre, l'Inter Moengotapoe.
L'année suivante, il rejoint le championnat professionnel trinidadien, la TT Pro League, et signe un contrat de 3 ans avec le W Connection FC.
En décembre 2013, Rijssel est sélectionné pour faire partie des 23 joueurs caribéens qui participe au premier camp de détection caribéen de la MLS, co-organisé par la CFU et la MLS à Antigue. Avec Quinton Christina (en) de Curaçao, il est retenu pour participer au MLS Combine avec les joueurs universitaires éligibles pour le MLS SuperDraft de 2014. Il est repêché par les Sounders de Seattle en 55e position (3e tour) le 21 janvier 2014. Il intègre l'équipe pour sa préparation avant de finalement être écarté du groupe le 12 février 2014.
Rijssel revient à son pays natal en 2014, à l'Inter Moengotapoe, club dont il avait porté les couleurs en 2011-12.

### Carrière en sélection
International surinamien des années 2010, Rijssel débute en sélection lors d'un match amical face à la Guyane, le 11 septembre 2010. Il prend part aux éliminatoires des Coupes du monde de 2014 (6 matchs disputés) et 2018 (2 matchs).
Le 16 mars 2019, en marquant le premier but de la victoire 3-1 en match amical sur le Guyana, Rijssel dépasse Clifton Sandvliet pour devenir seul recordman de buts de l'équipe du Suriname (13 buts).

#### Buts en sélection
| Buts en sélection de Stefano Rijssel | Buts en sélection de Stefano Rijssel | Buts en sélection de Stefano Rijssel                       | Buts en sélection de Stefano Rijssel | Buts en sélection de Stefano Rijssel | Buts en sélection de Stefano Rijssel | Buts en sélection de Stefano Rijssel |
|                                      | Date                                 | Lieu                                                       | Adversaire                           | Score                                | Résultat                             | Compétition                          |
| ------------------------------------ | ------------------------------------ | ---------------------------------------------------------- | ------------------------------------ | ------------------------------------ | ------------------------------------ | ------------------------------------ |
| 1.                                   | 15 octobre 2010                      | André Kamperveen Stadion, Paramaribo (Suriname)            | Sainte-Lucie                         | 1-0                                  | 2-1                                  | CAR 2010                             |
| 2.                                   | 12 novembre 2010                     | Antigua Recreation Ground, St. John's (Antigua-et-Barbuda) | Cuba                                 | 2-1                                  | 3-3                                  | CAR 2010                             |
| 3.                                   | 14 novembre 2010                     | Antigua Recreation Ground, St. John's (Antigua-et-Barbuda) | Dominique                            | 5-0                                  | 5-0                                  | CAR 2010                             |
| 4.                                   | 23 septembre 2011                    | André Kamperveen Stadion, Paramaribo (Suriname)            | Curaçao                              | 1-0                                  | 2-0                                  | Amical                               |
| 5.                                   | 5 septembre 2012                     | Stade Georges-Gratiant, Le Lamentin (Martinique)           | Montserrat                           | 6-1                                  | 8-1                                  | CAR 2012                             |
| 6.                                   | 5 septembre 2012                     | Stade Georges-Gratiant, Le Lamentin (Martinique)           | Montserrat                           | 7-1                                  | 8-1                                  | CAR 2012                             |
| 7.                                   | 7 septembre 2012                     | Stade Georges-Gratiant, Le Lamentin (Martinique)           | Îles Vierges britanniques            | 1-0                                  | 4-0                                  | CAR 2012                             |
| 8.                                   | 7 septembre 2012                     | Stade Georges-Gratiant, Le Lamentin (Martinique)           | Îles Vierges britanniques            | 4-0                                  | 4-0                                  | CAR 2012                             |
| 9.                                   | 29 mars 2016                         | André Kamperveen Stadion, Paramaribo (Suriname)            | Guadeloupe                           | 1-1                                  | 3-2                                  | QCAR 2017                            |
| 10.                                  | 29 mars 2016                         | André Kamperveen Stadion, Paramaribo (Suriname)            | Guadeloupe                           | 2-2                                  | 3-2                                  | QCAR 2017                            |
| 11.                                  | 13 octobre 2018                      | André Kamperveen Stadion, Paramaribo (Suriname)            | Îles Vierges britanniques            | 1-0                                  | 5-0                                  | QGC 2019                             |
| 12.                                  | 13 octobre 2018                      | André Kamperveen Stadion, Paramaribo (Suriname)            | Îles Vierges britanniques            | 4-0                                  | 5-0                                  | QGC 2019                             |
| 13.                                  | 16 mars 2019                         | Ashraf Pierkhan Stadion, Nieuw Nickerie (Suriname)         | Guyana                               | 1-0                                  | 3-1                                  | Amical                               |
| 14.                                  | 23 mars 2019                         | André Kamperveen Stadion, Paramaribo (Suriname)            | Saint-Christophe-et-Niévès           | 1-0                                  | 2-0                                  | QGC 2019                             |

NB : Les scores sont affichés sans tenir compte du sens conventionnel en cas de match à l'extérieur (Suriname-Adversaire)

## Palmarès

### Collectif
- Avec l'Inter Moengotapoe :
  - Champion du Suriname en 2014-15, 2015-16 et 2016-17.
  - Vainqueur de la Coupe du Suriname en 2012 et 2017.
- Avec le W Connection :
  - Vainqueur de la TT Pro League en 2013-14.
  - Vainqueur de la Coupe de Trinité-et-Tobago en 2014.
- Avec le SV Robinhood :
  - Vainqueur du Caribbean Amateur Club Championship en 2019.